# Гастрольный менеджер
Гастрольный менеджер (или концертный менеджер/тур-менеджер) — лицо, которое помогает согласовывать график выступлений музыкальной группы (коллектива) или сольного исполнителя на определённой последовательности площадок во время концертного тура. Как правило, дорожные менеджеры занимаются реализацией деталей турне и просьб подопечной им группы, в то время как гастрольные менеджеры используются для контроля за логистикой, финансами и коммуникациями гастролей как целостной структуры. Таким образом, в любом турне исполнитель может использовать как дорожного менеджера, контролирующего выполнение его конкретных пожеланий и отвечающий за их реализацию, так и концертного менеджера, контролирующего работу всего турне в целом. У многих известных групп концертный менеджер также выполнял функции дорожного менеджера.
Выступления в концертном туре заказываются букинговым агентом, который сотрудничает с концертными промоутерами, чтобы подыскать исполнителю подходящую концертную площадку или фестиваль в сроки и на территории, согласованные с менеджментом группы. Индивидуальные концертные промоутеры обсуждают финансовые, технические и гостиничные требования артиста и делают предложение букинговому агенту. После достигнутой договорённости о сроках тура группа объявляет о предстоящих гастролях и в продажу поступают билеты. Поскольку организация современного концертного тура включает в себя сложные финансовые, юридические и технические согласования, букинговый агент или менеджер артиста нанимают гастрольного менеджера для организации логистики, найма персонала, а также оговаривания коммуникаций и расписания с промоутерами. Менеджеры концертных туров — это, как правило, фрилансеры, работающие на приглашённой основе.

## Обязанности
Концертный менеджер получает гастрольный маршрут от букинг-агента или менеджера артиста. Работая по этому маршруту, он выполняет следующие действия.

### Финансовые
Маршрут включает в себя информацию о потенциальном доходе от билетов (сборах) для каждого шоу. Используя эту информацию, гастрольный менеджер может составить бюджет тура, рассчитав расходы на заработную плату персонала, суточные, проживание, транспорт, звуковое, световое и видеооборудование, визы и разрешения на работу, репетиции и другие расходы, такие как комиссионные букингового агента. Еженедельные отчеты представляются бизнес-менеджеру.

### Рабочий процесс
Основная функция гастрольного менеджера — это контактирование с промоутерами либо администрацией концертной площадки с целью обеспечить удовлетворение всех технических и гостиничных требований артиста (райдер) и решения любых проблем, которые могут возникнуть у промоутера перед выступлением на концертной площадке. Райдер исполнителя охватывает кейтеринг, продакшен (звук, свет, необходимый сценический персонал), безопасность, постановка самого шоу и юридические вопросы. Во время продвижения тура менеджер проверяет контактные имена и адреса, время прибытия, время загрузки оборудования, время саундчека и выступления, любые разогревающие/дополнительные группы, а также комендантский час, установленный в конкретным месте для исполнения живой музыки.
Гастрольный менеджер путешествует в турне вместе с группой. Его обязанности варьируются в зависимости от типа и уровня популярности артиста и могут включать следующие аспекты:
- Контроль за своевременным отъездом артиста из отеля
- Оплата счетов за проживание
- Контроль за организацией поездок; то есть группа и экипаж своевременно садятся в автобус или отправляются в аэропорт
- Оплата суточных группе/артисту и дорожной команде
- Контроль за прибытием на место проведения концерта — двойной контроль обстановки и технических особенностей мероприятий
- Согласование актуальной информации с администрацией концертной площадки и промоутером
- Контроль за рекламной деятельностью; например, интервью на телевидении, радио и в прессе на месте проведения мероприятия или в других местах
- Контроль разогревающих артистов
- Обеспечение того, чтобы концертная площадка была открыта для публики вовремя за счёт контроля времени саундчека
- Связь с транспортным департаментом по поводу рейсов на ближайшие дни
- Обеспечение выполнения всех действий в срок и за отведенное время
- Расчет гонорара за выступление с промоутером и сбор причитающихся денежных средств
- Обеспечение того, чтобы все гастрольное и музыкальное оборудование было переупаковано и погружено обратно в гастрольный транспорт
- Подготовка списков с расписанием артистов и дорожной команды на следующий день
- Сопровождение артиста и дорожной команды на транспорте в отель после концерта
- Предоставление подробного отчёта менеджменту артиста и букинговому агенту о посещаемости текущего шоу
- Устранение непредвиденных проблем и возникающих чрезвычайных ситуаций
- Заказ еды для группы и дорожной команды после шоу
- Подготовка точного бюджета тура для утверждения менеджером и бизнес-менеджером
- Ведение ежедневного учета гастролей, при отсутствии бухгалтера
- Подготовка маршрутного листа (гастрольной книги), который содержит информацию о местах проведения, отелях, промоутерах, а также расписание всех выступлений и заметки о деталях путешествия
- Наем дорожной бригады (роуди)
- Курирование создания пропусков за кулисы
- Согласование аренды оборудования (звук, свет, бэклайн) с продакшен-менеджером
- Согласование виз и разрешения на работу, необходимые для гастрольного сопровождения
- Рассмотрение налоговых вычетов для иностранных артистов (если применимо) с бизнес-менеджером и промоутером
- При необходимости корректирование контракта исполнителя
- При необходимости координирование воздушных, морских и наземных перевозок
- При необходимости координирование заказа расходников для музыкального оборудования (гитарных струн, барабанных палочек, батареек и т. д.)
- Координирование деталей сценического шоу, таких как фон и задник, когда это необходимо
- Обеспечение паспортов для музыкального оборудования, если это необходимо для транспортных компаний
- При необходимости создание сценических графиков для работников сцены и добавление их к райдеру
- Ведение ежедневного списка гостей для группы и дорожной команды
- При необходимости поддержка продажи мерчендайза и сувенирной продукции